# Лихтенштейн на зимних Олимпийских играх 1948
Лихтенштейн принимал участие в Зимних Олимпийских играх 1948 года в Санкт-Морице (Швейцария), но не завоевал ни одной медали.

## Результаты

### Горнолыжный спорт
| Спортсмен                  | Дисциплина       | Время  | Место |
| -------------------------- | ---------------- | ------ | ----- |
| Константин фон Лихтенштейн | скоростной спуск | 5:04.1 | 99    |
| Теодор Зеле                | скоростной спуск | 4:24.1 | 90    |
| Леопольд Шадлер            | скоростной спуск | 4:00.0 | 79    |
| Макс Гасснер               | скоростной спуск | 3:53.0 | 73    |
| Франц Бек                  | скоростной спуск | 3:38.3 | 55    |

Комбинация
| Спортсмен       | Слалом    | Слалом    | Слалом | Итог (спуск + слалом) | Итог (спуск + слалом) |
| Спортсмен       | 1-й спуск | 2-й спуск | Место  | Очки                  | Место                 |
| --------------- | --------- | --------- | ------ | --------------------- | --------------------- |
| Макс Гасснер    | 2:09.0    | 1:46.9    | 65     | 76.56                 | 62                    |
| Франц Бек       | 1:46.2    | 1:23.8    | 53     | 48.37                 | 47                    |
| Леопольд Шадлер | 1:40.0    | 1:17.1    | 41     | 54.48                 | 50                    |
| Теодор Зеле     | 1:37.5    | 1:30.8    | 51     | 72.78                 | 58                    |

### Лыжные гонки
| Дисциплина         | Спортсмен                                           | Результат | Результат |
| Дисциплина         | Спортсмен                                           | Время     | Место     |
| ------------------ | --------------------------------------------------- | --------- | --------- |
| 18 км              | Эрвин Йелле                                         | 1’49:26   | 83        |
| 18 км              | Эгон Матт                                           | 1’48:41   | 82        |
| 18 км              | Кристоф Фроммельт                                   | 1’42:35   | 79        |
| эстафета 4 x 10 км | Кристоф Фроммельт Артур Майер Хавьер Фрик Эгон Матт | 3:35:39   | 11        |